# Pjotr Bagration
Pjotr Ivanovitsj Bagration (Russisch: Пётр Иванович Багратион) (Kizljar, 10 juli 1765 of 1769 - Simi (oblast Vladimir), 12 september 1812) was een Russisch generaal ten tijde van de invasie van Rusland door Napoleon Bonaparte.
Prins Pjotr werd in 1765 in Kizljar in Dagestan in de noordelijke Kaukasus geboren als afstammeling van de koninklijke familie van Georgië; zijn broer Roman werd later eveneens generaal in het Russische leger. Bagration ging het leger in in 1782, en diende enkele jaren in de Kaukasus. Hij nam deel aan het beleg van Otsjakiv (1788) en de Poolse campagne van 1794. Zijn verrichtingen vielen op, en hij vergezelde Aleksandr Soevorov op diens veldtochten in Italië en Zwitserland in 1799. Tijdens die campagnes nam hij de stad Brescia in.
In 1805 was hij de commandant van een kleine voorhoede in het leger onder leiding van Michail Koetoezov. Bij de Slag bij Hollabrunn verzekerde hij de veilige aftocht van dat leger door herhaalde aanvallen van een grotere troepenmacht af te slaan. Bij de Slag bij Austerlitz op 2 december 1805 vocht Bagration tegen de Franse linkervleugel aangevoerd door Joachim Murat en Jean Lannes. Hij nam ook deel aan de Slag bij Eylau (7 februari 1807), de Slag bij Heilsberg (11 juni 1807) en de Slag bij Friedland (14 juni 1807).
Tijdens de Finse Oorlog (1808) veroverde Bagration tijdens een gedurfde tocht over de bevroren Botnische Golf de Ålandseilanden en in 1809 was hij de bevelhebber bij de slagen van Rassowa en Tataritza tegen de Turken. In 1809 werd Bagration tot generaal van de infanterie benoemd.
In 1812 was Bagration bevelhebber van het westelijke tweede leger. Hij werd verslagen bij Mogiljov, maar kon toch aansluiten bij het hoofdleger onder Barclay. Bij de Slag bij Borodino (7 september 1812) was Bagration aanvoerder van de linkervleugel. Hij werd hier dodelijk gewond, en stierf 5 dagen later in het dorpje Simi, op het landgoed van zijn tante, waar hij ook werd begraven. Ter zijner nagedachtenis richtte tsaar Nicolaas I een standbeeld op op het slagveld van Borodino. In 1839 werd Bagration daar herbegraven.
In 1944 koos Stalin de naam van Bagration voor een succesvol offensief om de Duitsers uit Wit-Rusland te drijven. Na de oorlog werd het noordelijke deel van Oost-Pruisen geannexeerd door de Sovjet-Unie, en de stad Preußisch-Eylau (waar Bagration in 1807 had gevochten) werd daarna Bagrationovsk genoemd.

## Oorlog en Vrede
Bagration speelt een belangrijke rol in de roman Oorlog en Vrede van Leo Tolstoj. Zo zijn de fictieve personages graaf Nikolaj Rostov en prins Andrei Bolkonsky aanwezig bij de slag bij Hollabrunn (ook wel: Slag bij Schöngrabern), een slag die daadwerkelijk in 1805 plaatsvond en waar Pjotr Bagration het commando had. Tijdens deze slag lukte het Bagration met een kleine voorhoede van zo'n 7500 Russische soldaten het Franse leger (geschat op 45.000 troepen) onder het commando van Joachim Murat de pas af te snijden. Door deze knappe prestatie kon de rest van het Russische leger, dat onder commando van Michail Koetoezov stond, hergroeperen.

## Militaire loopbaan
- Musketier: 23 augustus 1783[1]
- Sergeant:[2] 4 maart 1782 - 21 februari 1782[3]
- Vaandrig: 1 september 1787[1]
- Tweede luitenant:
- Eerste luitenant: november 1789[1]
- Kapitein: mei 1790[1]- 1792[2]
- Tweede majoor: 9 juli 1792 - juli 1791[1]
- Eerste majoor: 7 december 1793 - 26 november 1793[1]
- Luitenant-kolonel: 26 oktober 1794[2]
- Kolonel: 24 februari 1798 - 13 februari 1798[1]
- Generaal-majoor: 15 februari 1799 - 2 april 1799[1]
- Luitenant-generaal: 20 november 1805 - 11 augustus 1805[1]
- Generaal der Infanterie: 1 april 1809 - 20 maart 1809[1]

## Onderscheidingen
- Ridder in de Orde van Sint-Andreas de Eerstgeroepene op 27 september 1809[1]
- Ridder in de Alexander Nevski-orde op 6 juni 1799[1]
- Grootkruis in de Orde van Sint-Vladimir op 20 mei 1808[1]
- Grootkruis in de Orde van Sint-Anna op 5 mei 1799[1]
- Commandeur in de Orde van Sint-George (nr.34) op 28 januari 1806[1]
- Commandeur in de Orde van Malta op 14 mei 1799[1]
- Gouden zwaard met de inscriptie: "Voor Dapperheid" met Diamanten op 1 december 1808[1]
- Orde van de Rode Adelaar in 1807[1]
- Orde van de Zwarte Adelaar in 1807[1]
- Commandeur in de Orde van Maria Theresia in 1799[1]
- Grootkruis in de Orde van Sint-Mauritius en Sint-Lazarus in 1799[1]

- Bibliothèque nationale de France: cb161653562 (data)
- Gemeinsame Normdatei: 117535087
- International Standard Name Identifier: 0000 0000 5533 3647
- Library of Congress Control Number: no98123024
- Nationale Bibliotheek van Tsjechië: jo2003168083
- Nationale Bibliotheek van Israël: 987007456597505171
- Nationale Bibliotheek van Polen: a0000002621734
- Nederlandse Thesaurus van Auteursnamen: 123862868
- Russische Staatsbibliotheek: 000097505
- Système universitaire de documentation: 140837574
- Virtual International Authority File: 13087166
- WorldCat: E39PBJwtqGqHC3fjVwHktpqbBP